# Shion Inoue
Shion Inoue (井上 潮音 Inoue Shion?, Kanagawa, 3 de agosto de 1997) es un futbolista japonés que juega como centrocampista en el Júbilo Iwata de la J2 League.

## Trayectoria

### Clubes
| Club                  | País  | Año       |
| --------------------- | ----- | --------- |
| Tokyo Verdy           | Japón | 2016-2020 |
| Vissel Kobe           | Japón | 2021-2022 |
| Yokohama FC           | Japón | 2023-2024 |
| Sanfrecce Hiroshima   | Japón | 2025-     |
| Júbilo Iwata (cedido) | Japón | 2025-     |

## Palmarés

### Títulos nacionales
| Título             | Club                | País  | Año  |
| ------------------ | ------------------- | ----- | ---- |
| Supercopa de Japón | Sanfrecce Hiroshima | Japón | 2025 |